# بيورن كريستنسن
بيورن كريستنسن (بالدنماركية:Bjørn Kristensen)، من مواليد 10 أكتوبر 1963 ، لاعب كرة قدم دنماركي سابق.
لعب مع منتخب الدنمارك لكرة القدم.

## مسيرته الكروية
لعب بيورن كريستنسن خلال مسيرته الاحترافية مع 5 أندية في سبعة عشر موسمًا وسجل خلالها 24 هدفًا ضمن 310 مباراة. حيث فاز في موسمين بالكأس وفي موسم واحد بالدوري.
خاض بيورن كريستنسن مسيرته مع نادي آرهوس جمناستيك فورينينغ في موسم 1981 ليلعب معه ثمانية مواسم، مشاركًا في 139 مباراة سجل خلالها 18 هدفًا. ثم انتقل إلى نادي نيوكاسل يونايتد في موسم 1988–89 ليلعب معه أربعة مواسم، حيث شارك في 80 مباراة سجل خلالها 4 أهداف. لينتقل بعدها إلى نادي بورتسموث في موسم 1992–93 واستمر معه طيلة ثلاثة مواسم، مشاركًا في 71 مباراة سجل خلالها هدفًا واحدًا. ثم انتقل إلى البورك بولدسبيلكلوب ‏ في موسم 1995–96 لمدة موسم واحد، مشاركًا في 16 مباراة سجل خلالها هدفًا واحدًا أيضًا.

## روابط خارجية
- بيورن كريستنسن على موقع قاعدة بيانات كرة القدم.إي يو (الإنجليزية)
- بيورن كريستنسن على موقع ناشيونال فوتبول تيمز (الإنجليزية)